# Vacances royales
Pour plus de détails, voir Fiche technique et Distribution.
Vacances royales est un film français réalisé par Gabriel Auer et sorti en 1981.

## Synopsis
Ignacio, interprété par Emilio Sanchez Ortiz, vit en banlieue parisienne, seul. Vont alors se retrouver chez lui Gunda, joué par Agnès Château, et un chauffeur de taxi, Pedro. Ces trois personnages ont pour points communs leurs origines hispaniques et une drôle d'expérience arrivée quelques années plus tôt : ils leur avaient été impossible de s'approcher du roi Juan Carlos lors de sa visite en France, ayant été déportés à cause d'une supposée appartenance au mouvement anarchiste. Ils s'étaient retrouvé à Belle-Ile-en-Mer, une île magnifique dans le meilleur hôtel. Leur retrouvaille actuelle est dû à la volonté d'un réalisateur canadien de leur montrer une émission qu'il s'apprête à terminer sur les combats en Espagne et la notion de terrorisme. Dans un même temps, ce réalisateur recherche un certain Toni (Didier Sauvegrain), de même exilé à Belle-Ile. Cependant, Toni vient voir son ami Ignacio car celui-ci souhaite se désengager d'une action violente. Bien qu'il ne se sente pas concerné par l'émission, il reste pour tenter l'aventure amoureuse dont la belle Gunda lui fait la proposition.

## Fiche technique
- Titre : Vacances royales
- Réalisation : Gabriel Auer, assisté d'Alain Guesnier
- Scénario :  Carlos Andreu et Gabriel Auer
- Photographie : Robert Alazraki
- Son : Pierre Lorrain
- Montage : Joëlle Hache
- Musique : Carlos Andreu et François Tusques
- Sociétés de production : Forum Films - Les Films du Sioux
- Tournage : du 5 novembre au 15 décembre 1979
- Pays de production :  France
- Durée : 90 minutes
- Date de sortie : France - 21 janvier 1981

## Distribution
- Agnès Château
- Didier Sauvegrain
- Emilio Sánchez Ortiz
- Francisco Curto
- Yves Albert
- Paulette Frantz
- Bruno Madinier

## Sélection
- Festival de Cannes 1980 (« Perspectives du cinéma français »)[2]

## Distinction
- Prix Jean-Delmas 1980[3]